# معركة سبها (2019)
كانت معركة سبها مواجهة عسكرية للحرب الأهلية الليبية الثانية بين الجيش الوطني الليبي وحكومة الوفاق الوطني، التي وقعت في نهاية يناير 2019 من أجل السيطرة على مدينة سبها. بدأ الجيش الوطني الليبي باتخاذ مواقع بالقرب من سبها في 15 يناير. وقد اتهم قائد وحدة المشاة السادسة التابعة لحكومة الوفاق الوطني، حميد العطابي، رئيس الحكومة، فايز السراج، بعدم تقديم الدعم الكافي لقواته، مما حدا به إلى الانسحاب من المدينة.